# 新舟橋
新舟橋（しんぶねばし）は、福島県二本松市の阿武隈川に架かる福島県道117号二本松川俣線の道路橋である。

## 概要
- 全長…187.0 m
- 幅員…10.75 m（車道部…7.25 m、歩道部…2.25 m）
- 形式…2径間トラスドランガー桁橋・合成鈑桁橋
- 竣工…1982年（昭和57年）[1][2]

二本松市の一級河川阿武隈川に架かる。現在の橋は2代目の橋であり、西詰は二本松市下川崎、東詰は二本松市木幡に位置する。橋名の由来は、初代の橋がかけられていた地点の西詰の地名、上川崎新舟にちなむ。

## 沿革
1957年（昭和32年）に、それまで運行されていた渡し船に代わり幅員2 mの木造吊橋が、現在の架橋位置からおよそ600 m上流に架けられた。狭隘区間であったため、福島県により「自動車は一台ずつ渡ってください」と書かれた標識が設置され、橋上は片側交互通行で運用されていた。しかし橋周辺の道路も幅員がとても狭い上、阿武隈川が形作る河岸段丘を川面に近い橋まで駆け下りるために、急カーブが続いていたことから自動車の安全な通行に大きな支障をきたしていた。そのために初代新舟橋の架橋位置から600 mほど下流の位置に現在の橋を含む新道区間が建設された。
現在では下流側（北側）に阿武隈川漕艇場が解説され、県内最大級のカヌー競技の会場となっており、当橋梁がその表玄関となっている。

## 隣の橋
- 阿武隈川

（上流） - 第5阿武隈川橋梁 - 智恵子大橋 - 新舟橋 - 新飯野橋 - 逢隈橋 - （下流）